# Road to Revolution: Live at Milton Keynes
Road to Revolution: Live at Milton Keynes é o segundo álbum ao vivo da banda norte-americana Linkin Park, lançado em 2008. Gravado durante o festival Projekt Revolution, conta com a colaboração do rapper Jay-Z e contém músicas dos álbuns anteriores lançados pela banda.

## Faixas

### CD
| N.º | Título                                 | Duração |  |
| 1.  | "One Step Closer"                      | 4:06    |  |
| 2.  | "From the Inside"                      | 3:22    |  |
| 3.  | "No More Sorrow"                       | 5:05    |  |
| 4.  | "Given Up"                             | 3:15    |  |
| 5.  | "Lying from You"                       | 3:18    |  |
| 6.  | "Hands Held High" (a cappella)         | 1:26    |  |
| 7.  | "Leave Out All the Rest"               | 3:23    |  |
| 8.  | "Numb"                                 | 3:46    |  |
| 9.  | "The Little Things Give You Away"      | 7:14    |  |
| 10. | "Breaking the Habit"                   | 4:24    |  |
| 11. | "Shadow of the Day"                    | 4:16    |  |
| 12. | "Crawling"                             | 4:57    |  |
| 13. | "In the End"                           | 7:50    |  |
| 14. | "Pushing Me Away" (piano instrumental) | 3:18    |  |
| 15. | "What I've Done"                       | 6:15    |  |
| 16. | "Numb/Encore"                          | 3:01    |  |
| 17. | "Jigga What/Faint"                     | 5:10    |  |
| 18. | "Bleed It Out"                         | 8:15    |  |

### DVD
1. Intro / One Step Closer¹
2. From the Inside³
3. No More Sorrow (W/ Extend Intro)6
4. Wake 2.06
5. Given Up6
6. Lying from You³
7. Hands Held High (Acapella)6 (a cappella)
8. Leave Out All the Rest6
9. Numb³
10. The Little Things Give You Away6
11. Breaking the Habit³
12. Shadow of the Day6
13. Crawling1,²
14. In the End¹
15. Pushing Me Away¹ (piano instrumental)
16. What I've Done6
17. Numb/Encore4
18. Jigga What/Faint4
19. Bleed It Out (W/ Drum solo)6

#### Bônus
1. Somewhere I Belong³
2. Papercut¹
3. Points of Authority1, 5

- ¹ originalmente aparece em "Hybrid Theory"
- ² contém elementos de "Reanimation"
- ³ originalmente aparece em "Meteora"
- 4 originalmente aparece em "Collision Course"
- 5 contém elementos de "The Rising Tied"
- 6 originalmente aparece em "Minutes to Midnight"

## Créditos
| Críticas profissionais                                                      | Críticas profissionais |
| Avaliações da crítica                                                       | Avaliações da crítica  |
| Fonte                                                                       | Avaliação              |
| --------------------------------------------------------------------------- | ---------------------- |
| Allmusic                                                                    | [ 1 ]                  |
| Artistdirect                                                                | [ 2 ]                  |
| CHARTattack                                                                 | [ 3 ]                  |
| Kerrang!                                                                    | [ 4 ]                  |
| Esta tabela precisa de ser acompanhada por texto em prosa. Consulte o guia. |                        |

Linkin Park
- Chester Bennington – vocal, guitarra rítmica
- Rob Bourdon – bateria
- Brad Delson – guitarra
- Joe Hahn – turntablism, samples
- Dave "Phoenix" Farrell – baixo, guitarra rítmica, vocal de apoio
- Mike Shinoda – vocal, MC, teclado, guitarra rítmica, samples
- Jay-Z – vocal (participação especial)

## Certificações
| País                 | Certificação | Vendas  |
| -------------------- | ------------ | ------- |
| Alemanha (BVMI)      | Platina      | 200.000 |
| Itália (FIMI)        | Ouro         | 35.000  |
| Nova Zelândia (RMNZ) | Ouro         | 7.500   |
| Portugal (AFP)       | Platina      | 20.000  |
| Reino Unido (BPI)    | Prata        | 60.000  |
| Suíça (IFPI)         | Ouro         | 15.000  |